# سیارک ۱۱۰۹۵
سیارک ۱۱۰۹۵ (به انگلیسی: 11095 Havana، نامگذاری:1994PJ22) یازده هزار و نود و پنجمین سیارک کشف شده‌است که در ۱۲ اوت ۱۹۹۴ کشف شد.
قدر مطلق سیارک برابر ۱۳٫۴۰ است.